# Hvalsey
Hvalsey (/ˈkʰvaːl-/), situé près de la commune de Qaqortoq, est un site contenant des ruines vikings, et notamment l'église de Hvalsey, l'une des mieux conservée du sud du Groenland.